# یهودیت و همجنس‌گرایی
رابطه یهودیت و همجنسگرایی به تورات بازمی‌گردد. در سفر لاویان رابطه جنسی بین دو مرد یک عمل شنیع دانسته شده‌است و بر اساس هلاخا و احکام دینی یهود اعدام را به‌دنبال دارد. مسئله همجنسگرایی یکی از مسائل مورد بحث در یهودیت امروزی است. به‌طور تاریخی یهودیان همجنسگرایی را مذموم شمرده و آن را برخلاف تورات می‌دانند و این ایده هنوز هم توسط یهودیان ارتدوکس رعایت می‌شود؛ ولیکن یهودیت اصلاح طلب و رفرم این ایده در مورد همجنسگرایی را قبول ندارند. یهودیت محافظه کار تا سال ۲۰۰۶ دیدگاه ارتدوکس را قبول داشت، ولیکن به تازگی عقیده خود را در مورد همجنسگرایی تغییر داده‌است.

## در تورات
دید یهودیت در تورات نسبت به همجنسگرایی از آیه لاویان ۱۸:۲۲ گرفته شده‌است که می‌گوید:

## نظر خاخامها
این دستور مانند بسیاری دستورهای دیگر در تورات سفارش اعدام می‌دهد؛ ولیکن در عمل ثابت کردن این جرم مشکل بوده‌است. خاخامها اعتقاد دارند که تنها در صورتی اعدام لازم است که دو مرد در حین رابطه جنسی دستگیر شوند و دو شاهد نیز به این کار وجود داشته باشد که به آنها اخطار کرده باشند که این عمل مجازات اعدام دارد و آنها این اخطار را شنیده باشند و به آن توجه نکرده باشند. خاخامها اعتقاد دارند که در نبود معبد و سنهدرین قوانین اعدام تورات نیازمند اجرا شدن نیستند.

### رابطه بین دو زن
با اینکه در تورات چیزی در مورد رابطه جنسی بین دو زن گفته نشده‌است، ولیکن خاخامها اعتقاد دارند که این عمل در نزد خداوند منفور است. این عقیده بر پایه آیه لاویان ۱۸:۳ است که قوم اسرائیل را از پیروی از کارهای مصریان و کنعانیان منع می‌کند.

### ازدواج همجنسها
میدراش یکی از معدود نوشتارهای قدیمی است که به ازدواج همجنس اشاره می‌کند:

## دیدگاه‌های شاخه‌های مختلف یهودیت

### یهودیت ارتدوکس
یهودیت ارتدوکس که معمولاً به معنی لغوتی تورات پایبند است دیدگاه منفی نسبت به همجنسگرایی دارد. با اینکه دیدگاه‌های مختلفی در مورد اینکه چه اعمالی در زمره همجنسگرایی قرار می‌گیرد وجود دارد، تمامی شاخه‌های یهودیت ارتدوکس رابطه مقعدی بین دو مرد را در زمره «بهتر است بمیرید تا انجام دهید» قرار می‌دهند. از این رو این عمل در زمره چندین عمل در تورات قرار می‌گیرد که یک یهودی اجازه دارد جان خود را بدهد تا از انجام آن جلوگیری کند. در یک سخنرانی در سال ۱۹۸۶ ربی مناخیم مندل اشنیرسون، رهبر جنبش خاباد افرادی که تمایل به جنس موافق دارند را بیمار خواند ولی توصیه به درمان آنان کرد. وقتی استیون گرینبرگ که تعالیم یهودیت ارتدوکس دریافت کرده بود در سال ۱۹۹۹ اعلام کرد که یک همجنسگراست، ربی موشه تندلر که از رهبران دانشگاه یشیوا بود گفت: «این بسیار ناراحت‌کننده است که کسی که به یشیوا رفته‌است تصمیم به غرق شدن در یک جامعه بیمار کرده‌است.» تندلر ادامه داد که عمل گرینبرگ مانند این است که فردی اعلام کند که یهودی ارتدوکس است و در روز شنبه ساندویچ گوشت خوک می‌خورد.

### یهودیت محافظه کار
یهودیت محافظه کار از سال ۱۹۸۰ با مسئله همجنسگرایی دست و پنجه نرم کرده‌است. در یهودیت محافظه کار یک شورای مرکزی وجود دارد که قوانین یهودیت را تبیین می‌کند. از سال ۲۰۰۶ دیدگاه شورای مرکزی نسبت به مسئله همجنسگرایی تغییر کرده‌است و ممنوعیت سنتی بر روی همجنسگرایی مرد و زن را لغو کرده‌است.

### یهودیت رفرم
یهودیت رفرم که بزرگترین شاخه یهودیت در ایالات متحده است، از ابتدا به نفی قوانین سنتی یهودیت در مورد همجنسگرایی پرداخته‌است. از این رو یهودیان رفرم هیچ ممنوعیتی برای ورود افراد همجنسگرا به ربی یا حذان شدن ندارند. بر اساس تفسیر یهودیت رفرم، ممنوعیت ذکر شده در تورات مربوط به خودفروشی و رسوم دیگر بت پرستان کنعانی بوده و ارتباطی مستقیم با همجنسگرایی ندارد. یهودیت رفرم اعتقاد دارد که با توجه به گسترش علم و یافته‌های جدید در مورد این موضوع نیاز به تفسیر جدید در زمینه همجنسگرایی وجود دارد. در سال ۱۹۷۲ میلادی اولین کنیسه همجنسگرای رفرم در لوس آنجلس ایجاد شد.

### یهودیت ساختارگرا
یهودیت ساختارگرا نیز همجنسگرایی را مذموم ندانسته و از همجنسگرایان با آغوش باز استقبال می‌کند.